# サミュエル・ド・シャンプラン
サミュエル・ド・シャンプラン（Samuel de Champlain, 1567年または1570年 - 1635年12月25日）は17世紀フランスの地理学者、探検家および地図製作者。フランス王アンリ4世の意向に従い、ケベック植民地の基礎を築いた。「ヌーヴェル・フランスの父」と呼ばれる。
現在のシャラント＝マリティーム県ブルアージュに生まれた。生年には1567年説と1570年説がある。1603年からしばしばカナダのフランス領「ヌーヴェル・フランス」（Nouvelle France）へ渡航していた。1604年にはド・モン卿ピエール・デュグァとともに植民活動を行った。1608年に再びヌーヴェルフランスに向かい、セントローレンス川流域のケベック植民地（現ケベック）を築いた。1609年、シャンプレーン湖を発見しチャンプ (UMA)の記録を残している。1615年までオタワ川を遡り、ワイアンドット族との親交を深めてオンタリオ州に毛皮取引所を開設した。1635年12月25日、心臓発作のため死亡。